# Sepoltura di Maometto a Medina

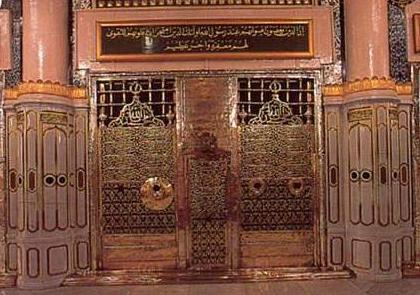
Il sepolcro si trova all'interno della Moschea del Profeta (Medina): a sinistra, la porta d'accesso alla stanza di Maometto e Aisha; a destra, quella di ʿUmar e Abū Bakr.

La sepoltura di Maometto (Medina, 632) avvenne nella stanza della dimora fattasi costruire dal Profeta subito dopo l'esodo (Egira) dalla città natia della Mecca. In questo ambiente Maometto trascorrerà gli ultimi anni della sua esistenza, esalando l'ultimo respiro fra le braccia di ʿĀʾisha; dopo essere stato lavato dal cugino ʿAlī ibn Abī Ṭālib e avvolto in un semplice sudario, verrà inumato sotto il pavimento della stanza – seco ripreso dall'Islam.
Accanto a lui furono poi sepolti i primi due califfi, Abū Bakr e ʿUmar ibn al-Khaṭṭāb; il luogo diverrà presto una moschea, permettendo a Medina di diventare la seconda città santa dell'Islam.
Per lunghi secoli ricevette le massime cure da parte dei devoti musulmani, i quali usano visitarla dopo aver assolto alla Mecca l'obbligo del pellegrinaggio, detto ḥajj: ogni anno, nel corso del mese lunare di Dhū l-Ḥijja, lʼḥajj attrae un numero programmato massimo di circa due milioni di fedeli da tutto il mondo islamico.
La visita (ziyāra) è però vista con sfavore dal radicalismo dei Wahhabiti; ma la loro ostilità per quanto giudicano un'inammissibile devozione verso un uomo come Maometto (quale che sia la sua importanza), non è riuscita comunque a impedire l'arrivo di grandi masse di pellegrini: questi mai accetterebbero il divieto di accedere alle tombe del Profeta e dei suoi primi due successori alla guida politica e spirituale della Comunità islamica (Umma). 
Il tempo concesso per affacciarsi alla piccola apertura che dà sui sarcofagi (in una edicola eretta dentro alla moschea) è tuttavia assai limitato. Delegata dalle autorità saudite, una speciale forza di polizia ha il compito di vigilare sul regolare svolgimento dei riti religiosi (talora con metodi assai spicci).
Il primo europeo cristiano a riferire con esattezza la posizione della sepoltura in occidente, è stato probabilmente il tedesco Johann Schiltberger, che fu prigioniero dei Timuridi a metà del XV secolo.